# Tornjak
Tornjak (owczarek bośniacki, owczarek bośniacko, chorwacki) – rasa psa należąca do grupy molosów typu górskiego. Tornjaki to stróżujące psy pasterskie pochodzące z Chorwacji oraz Bośni i Hercegowiny. Pierwsze udokumentowane wzmianki o tej rasie pochodzą z XI i XIV wieku. Początkowo rasa ta była zarejestrowana pod nazwą Kanis Montanus, ale ostatecznie przyjęła się nazwa „tornjak” pochodząca od słowa „tor” oznaczającego zagrodę dla owiec.

## Historia
Pierwsze informacje o tej rasie pochodzą z lat 1067 oraz 1374 i dotyczą bośniacko-hercegowińsko-chorwackiej rasy psów pasterskich wykorzystywanych przy hodowli owiec. Współcześnie podstawą do odtworzenia rasy byli potomkowie genetycznie jednorodnych, archaicznych typów psów stróżujących. Badania nad ich historią, a następnie systematyczne ratowanie przed wyginięciem rozpoczęły się jednocześnie w Chorwacji oraz Bośni i Hercegowinie około 1972 roku, a ciągła hodowla czystej krwi rozpoczęła się w roku 1978. Obecnie populacja rasy składa się z licznych psów czystej krwi wyselekcjonowanych w ciągu szeregu pokoleń w Bośni i Hercegowinie oraz Chorwacji. Oficjalnie Międzynarodowy Związek Kynologiczny zarejestrował rasę w 2007 roku pod numerem wzorca 355. Rejestracja w brytyjskim Kennel Club nastąpiła w 2013 roku.

## Klasyfikacja i użytkowość
Według organizacji FCI tornjak jest sklasyfikowany w grupie 2.Pinczery, sznaucery, molosy i szwajcarskie psy do bydła, sekcja 2.2 Molosy typu górskiego. Nie podlega próbom pracy. Zgodnie z historią rasy należące do niej psy wykorzystuje się głównie do stróżowania i pilnowania stad.

## Charakterystyka

### Budowa
Dorosłe psy osiągają około 65–70 cm w kłębie, natomiast suki są niższe o kilka centymetrów i liczą do ok. 60–65 cm. Masa ciała zależy od wysokości i może dochodzić do 55 kg. Są to duże i silne psy o kwadratowej sylwetce tułowia oraz umiarkowanie ciężkim kośćcu. Ze względu na górskie pochodzenie tornjaki mają długą i gęstą sierść o wełnistym podszerstku. Z wyjątkiem kufy, partii twarzowej oraz łap i nóg, długa sierść występuje niemal na całym ciele, tworząc obfitą kryzę w okolicach szyi.

### Umaszczenie
Tornjaki to psy łaciate, przy czym łaty są od siebie wyraźnie oddzielone i mogą występować w różnych kolorach. Przeważającym kolorem jest biel, a łaty występują w kolorach czarnym i brązowym. Spotyka się także osobniki o dominującym umaszczeniu czarnym z białymi łatami. Według wzorca rasy jednomaścistość należy do wad dyskwalifikujących.

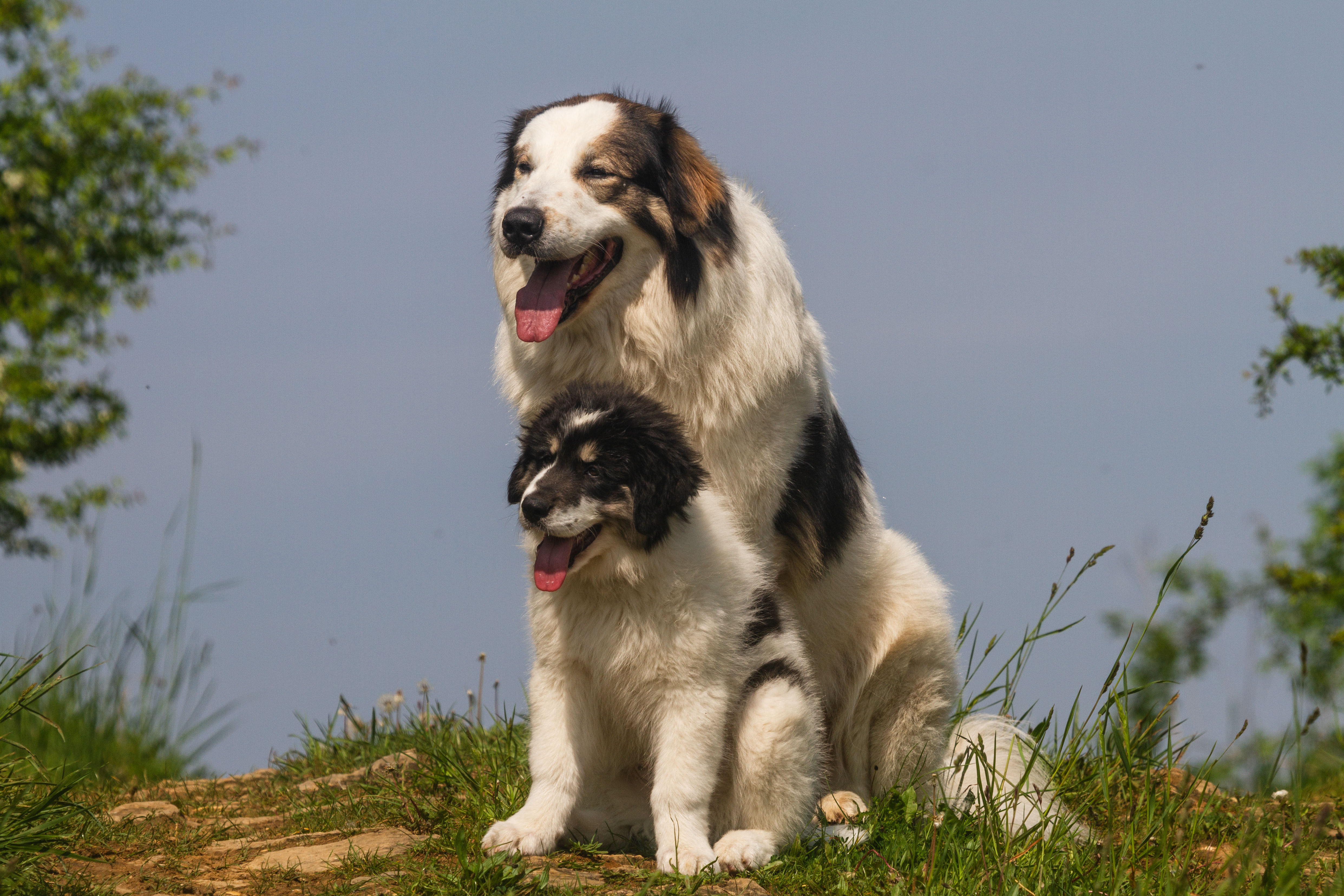
Dorosły pies i szczenię rasy tornjak

### Zachowanie i temperament
Tornjaki to psy inteligentne, opanowane, przyjazne i łatwe w szkoleniu. Jest to rasa stróżująca, dlatego tornjaki charakteryzują się nieufnością względem obcych oraz innych zwierząt, ale nie wykazują przy tym agresji. W stosunku do właściciela są ufne i oddane. Szybko się uczą i mają doskonałą pamięć. Potrafią współistnieć ze starszymi psami, a także doskonale sprawdzają się jako opiekun szczeniąt. Ze względu na potrzebę przestrzeni nie zaleca się hodowania tornjaków w mieszkaniu. Ze względu na swój charakter coraz częściej stają się psami towarzyszącymi.

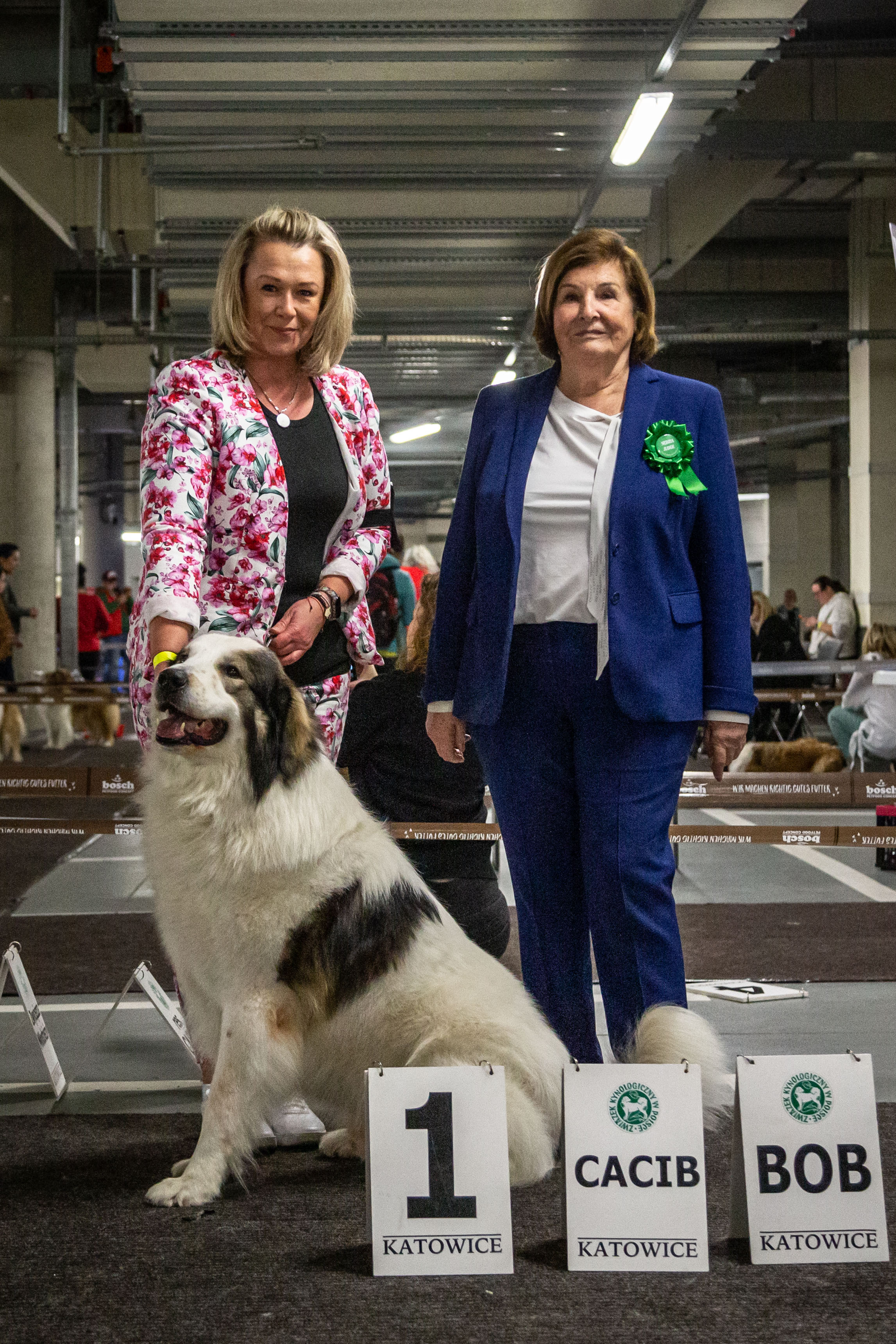
Zwycięski tornjak na XVI Międzynarodowej Wystawie Psów Rasowych CACIB

### Zdrowie i pielęgnacja
Jest to rasa nieobciążona genetycznie, dlatego nie jest podatna na występowanie nowotworów. Spodziewana długość życia tornjaków wynosi 12–14 lat. Zasadniczo jest to bardzo zdrowa rasa, odporna na mrozy i upały, potrafiąca się dopasować do zmiennych warunków atmosferycznych. Nie wymaga specjalnej diety, dlatego utrzymanie psów nie sprawia nadmiernych trudności.

## Tornjaki w Polsce
Pierwsze tornjaki przywieziono do Polski na początku XXI wieku. Jest to rasa uznana przez ZKwP. W 2022 roku w kategorii „Polish Top Dog” Rankingu Wystawowego ZKwP w rasie tornjak zgromadził Don Juan z hodowli Malowana Izba.